# La Serre
 La Serre  (en occitano La Sèrra) es una población y comuna francesa, situada en la región de Mediodía-Pirineos, departamento de Aveyron, en el distrito de Millau y cantón de Saint-Sernin-sur-Rance.

## Demografía
| 345 | 326 | 259 | 204 | 176 | 140 |
| Para los censos de 1962 a 1999 la población legal corresponde a la población sin duplicidades (Fuente: INSEE [Consultar]) |     |     |     |     |     |